# Rockhampton (Queensland)
Rockhampton est une ville (city) australienne située dans l’État du Queensland. Elle a été édifiée au bord du fleuve Fitzroy, non loin de la côte Pacifique. La Bruce Highway la relie à Brisbane, distante d'environ 640 kilomètres plus au sud.

## Histoire
Le district de Rockhampton est la terre traditionnelle du peuple Darumbal.
L'histoire européenne de la région commença en 1855, avec la visite du futur site de la ville par les Frères Archer, alors qu'ils cherchaient une terre de pâturage. La Rivière Fitzroy fournit une voie fluviale pratique pour la livraison de denrées pour ceux qui les suivaient, et une colonie s'établit sur les rives en aval d'une barrière de roches qui empêchait la navigation plus en amont. Ces roches furent incorporées avec le mot anglais traditionnel pour un village, et ainsi le nom Rockhampton était né.
Comme de nombreuses autres villes australiennes, la fortune de Rockhampton fut assurée par la découverte d'or, dans ce cas à Canoona au nord. Plus tard, un important dépôt d'or à Mount Morgan, au sud, fut découvert, et Rockhampton devint une ville de service pour la région. Les premières tentes et cabanes furent peu à peu remplacées par des constructions plus importantes. Le paysage urbain historique de Quay Street comporte encore un certain nombre de bâtiments historiques importants, construits quand Rockhampton fut envisagée pour devenir capitale d'un État du Queensland du Nord. Le plus important de ceux-ci est le bureau de douane en grès, qui abrite aujourd'hui un centre d'information.
La ville de Rockhampton fut officiellement créée en 2002.

## Géographie
Rockhampton est située sur le Tropique du Capricorne, dans le Queensland Central. La ville est localisée sur les rives de la Rivière Fitzroy, à environ 40 kilomètres de l'embouchure de la rivière. La chaîne de montagnes Berserker Range est située sur le flanc est de la ville, avec la chaîne Athelsane Range à l'ouest. La zone côtière de l'est de la ville est connue sous le nom de Capricorn Coast, avec la ville de Yeppoon, en expansion rapide. On peut voir, dans la ville, le passage du tropique du Capricorne.

### Climat
Rockhampton a un climat subtropical humide (Köppen: Cfa) avec des étés  chauds et humides et des hivers doux et secs. La pluviométrie est moderée: 799,7 mm par an, avec un maximum d'été. La température la plus élevée enregistrée est de 45,3 ºC le 18 novembre 1990, tandis que la température la plus basse est de −1,0 ºC le 23 juin 1949.
| Mois                                            | jan. | fév.  | mars  | avril | mai  | juin | jui. | août | sep. | oct. | nov. | déc.  | année |
| ----------------------------------------------- | ---- | ----- | ----- | ----- | ---- | ---- | ---- | ---- | ---- | ---- | ---- | ----- | ----- |
| Température minimale moyenne (°C)               | 22,2 | 22,2  | 21    | 18,1  | 14,3 | 11,1 | 9,8  | 10,9 | 13,8 | 17,2 | 19,6 | 21,3  | 16,8  |
| Température maximale moyenne (°C)               | 32,1 | 31,5  | 30,6  | 28,8  | 26,1 | 23,6 | 23,3 | 25   | 27,5 | 29,8 | 31,3 | 32,2  | 28,5  |
| Record de froid (°C)                            | 16,3 | 16,2  | 11    | 4,7   | 2,9  | −1   | −0,9 | −0,3 | 3,4  | 7    | 9,4  | 10,6  | −1    |
| Record de chaleur (°C)                          | 42,5 | 43,3  | 42,1  | 36,6  | 34,4 | 32,3 | 30,6 | 35,1 | 37,2 | 41,1 | 45,3 | 41,9  | 45,3  |
| Précipitations (mm)                             | 128  | 140,5 | 104,3 | 43,8  | 45,6 | 36,8 | 32,5 | 26,5 | 23,9 | 49,9 | 67,7 | 103,7 | 799,7 |
| dont nombre de jours avec précipitations ≥ 1 mm | 8,4  | 9     | 7,2   | 4,3   | 3,9  | 3,4  | 3,2  | 2,6  | 2,7  | 4,6  | 5,5  | 7     | 61,8  |
| Humidité relative (%)                           | 53   | 57    | 54    | 49    | 47   | 46   | 42   | 40   | 40   | 42   | 46   | 49    | 47    |

## Économie
La ville s'est autoproclamée « Capitale du Bœuf d'Australie », et les fortunes de la ville dépendent en grande partie de la bonne santé de l'agriculture. La ville accueille tous les trois ans une exposition bovine majeure, qui montre toutes les facettes de l'industrie de la viande.
Le pâturage est la ressource prédominante du Queensland Central. Deux grands abattoirs sont situés dans la région de Rockhampton. À cause d'une longue sécheresse et des conditions économiques générales, une des usines a été fermée de 2002 à 2004, mais a été rouverte depuis. Un des plus grands centres de vente de bétail du pays, Gracemere Saleyards, est situé juste à l'ouest de la ville.
Queensland Rail emploie un grand effectif dans la ville, qui est le point de rencontre de la voie ferrée principale de la côte nord et de la ligne vers les principaux bassins houillers à l'ouest. D'énormes trains de charbon passent régulièrement, provenant de l'ouest et allant au port houiller de Gladstone au sud. La centrale électrique de Stanwell de 1 440 mégawatts, alimentée au charbon, est située à 30 kilomètres à l'ouest.
Le tourisme joue de plus en plus un rôle dans le développement de la ville et de ses environs. La ville est à une distance commode au nord de Brisbane pour fournir un arrêt pendant la nuit pour les touristes, qui peuvent ensuite choisir de visiter les attractions locales. La Capricorne Coast est située à une demi-heure de route de Rockhampton, avec les îles du groupe Keppel, facilement accessibles de là.
Au nord de la ville se situe la vaste Zone d'Entraînement Militaire de la Baie Shoalwatern (Shoalwater Bay Military Training Area), où des opérations nécessitant beaucoup de place terrestre, maritime et aérienne peuvent être conduites. Les Forces Armées de Singapour ont une base permanente dans la ville, et une grande partie du personnel militaire d'Australie, de Singapour et des États-Unis qui visite la ville pour se reposer ou se divertir est devenue une garantie d'activité économique.

## Éducation
La première école, L'école nationale de Rockhampton, était ouverte en 1859. Rockhampton est une ville d'éducation majeure et compte de nombreux établissements  publics et privés, écoles et lycées.
Le plus grand campus de l'Université du Queensland Central (Central Queensland University) est situé à Rockhampton Nord. L'université a un important corps étudiant vivant localement et sur le campus et propose des cours par correspondance à la fois pour l'Australie et pour de nombreux pays.

## Informations diverses
- La rivière Fitzroy est peuplée de crocodiles d'eau salée, dont certains spécimens récents mesurent 4 mètres de long. La baignade dans la rivière n'est pas conseillée dans la ville.
  - Il y a eu des témoignages non confirmés de présence de requins dans la rivière, prétendument mangés par les crocodiles sus-cités.
  - Les méduses sont également présentes dans la rivière Fitzroy.
- La plus haute température officiellement mesurée à Rockhampton est de 47 °C.
- Rockhampton est le lieu de vie des « Grey headed flying-fox », qui sont des chauves-souris.
- La rivière Fitzroy est régulièrement sujette à des montées des eaux spectaculaires, provoquant parfois l'inondation de Rockhampton. Les archives d'inondation sont tenues depuis 1859 et le record d'inondation est survenu en janvier 1918 lorsque les eaux ont atteint 10,11 mètres sur la jauge de Rockhampton[2]. En janvier 2011, une inondation sévère voit une montée des eaux à déjà plus de 9 mètres (au 4 janvier)[3] et a complètement isolé la ville[4].

## Personnalités
- Duncan Armstrong (1968-), champion olympique de natation en 1988 (200 m. nage libre), est né à Rockhampton.